# Le Sang des autres (roman)
Pour les articles homonymes, voir Le Sang des autres.
Le Sang des autres est un roman de Simone de Beauvoir publié le 1er août 1945 aux éditions Gallimard. Il a été adapté au cinéma par Claude Chabrol en 1984.

## Résumé
L'existence difficile de Hélène et Jean, deux jeunes gens qui, à l'approche de la Seconde Guerre mondiale, puis durant l'Occupation, sont confrontés au choix de la Résistance ou de la Collaboration.

## Adaptation
Le roman est adapté au cinéma en 1984 dans le film franco-canadien Le Sang des autres réalisé par Claude Chabrol, avec Jodie Foster, Michael Ontkean, Sam Neill et Lambert Wilson dans les rôles principaux.

## Éditions
- Éditions Gallimard, coll. « Blanche », 1945
- Éditions Gallimard, coll. « Folio » no 363, 1973  (ISBN 2-07-036363-5)